# Linaeschna polli
Linaeschna polli – gatunek ważki z rodziny żagnicowatych (Aeshnidae); jedyny przedstawiciel rodzaju Linaeschna. Endemit Borneo; znany z trzech stanowisk w malezyjskich stanach Sabah i Sarawak w północno-zachodniej części wyspy.